# Saint-Gervazy
Ne doit pas être confondu avec Saint-Gervasy, commune du Gard.
Saint-Gervazy est une commune française, située dans le département du Puy-de-Dôme en région Auvergne-Rhône-Alpes.

## Géographie
Saint-Gervazy est traversé par le ruisseau de la Volave et est dominé par le pic du Montcelet (738 m). Ce dernier est surmonté par les restes d'une tour, ultime vestige d'un château. Outre le village proprement dit, Saint-Gervazy est constitué des hameaux de Segonzat, Scourdois et de Unsac.
| Madriat | Collanges     | Vichel                |
| Augnat  | Saint-Gervazy | Moriat                |
| Apchat  |               | Chambezon Haute-Loire |

### Climat
Pour des articles plus généraux, voir Climat d'Auvergne-Rhône-Alpes et Climat du Puy-de-Dôme.
En 2010, le climat de la commune est de type climat océanique dégradé des plaines du Centre et du Nord, selon une étude du Centre national de la recherche scientifique s'appuyant sur une série de données couvrant la période 1971-2000. En 2020, Météo-France publie une typologie des climats de la France métropolitaine dans laquelle la commune est exposée à un climat de montagne ou de marges de montagne et est dans la région climatique  Nord-est du Massif Central, caractérisée par une pluviométrie annuelle de 800 à 1 200 mm, bien répartie dans l’année. 
Pour la période 1971-2000, la température annuelle moyenne est de 10,3 °C, avec une amplitude thermique annuelle de 16,2 °C. Le cumul annuel moyen de précipitations est de 686 mm, avec 8 jours de précipitations en janvier et 6,7 jours en juillet. Pour la période 1991-2020, la température moyenne annuelle observée sur la station météorologique de Météo-France la plus proche, « Autrac », sur la commune d'Autrac à 11 km à vol d'oiseau, est de 10,5 °C et le cumul annuel moyen de précipitations est de 711,4 mm,. Pour l'avenir, les paramètres climatiques de la commune estimés pour 2050 selon différents scénarios d'émission de gaz à effet de serre sont consultables sur un site dédié publié par Météo-France en novembre 2022.

## Urbanisme

### Typologie
Au 1er janvier 2024, Saint-Gervazy est catégorisée commune rurale à habitat dispersé, selon la nouvelle grille communale de densité à sept niveaux définie par l'Insee en 2022.
Elle est située hors unité urbaine. Par ailleurs la commune fait partie de l'aire d'attraction d'Issoire, dont elle est une commune de la couronne,. Cette aire, qui regroupe 53 communes, est catégorisée dans les aires de moins de 50 000 habitants,.

### Occupation des sols
L'occupation des sols de la commune, telle qu'elle ressort de la base de données européenne d’occupation biophysique des sols Corine Land Cover (CLC), est marquée par l'importance des territoires agricoles (69,3 % en 2018), une proportion sensiblement équivalente à celle de 1990 (68,7 %). La répartition détaillée en 2018 est la suivante : prairies (29,6 %), terres arables (29 %), milieux à végétation arbustive et/ou herbacée (18,6 %), forêts (11,8 %), zones agricoles hétérogènes (10,7 %), mines, décharges et chantiers (0,3 %). L'évolution de l’occupation des sols de la commune et de ses infrastructures peut être observée sur les différentes représentations cartographiques du territoire : la carte de Cassini (XVIIIe siècle), la carte d'état-major (1820-1866) et les cartes ou photos aériennes de l'IGN pour la période actuelle (1950 à aujourd'hui).

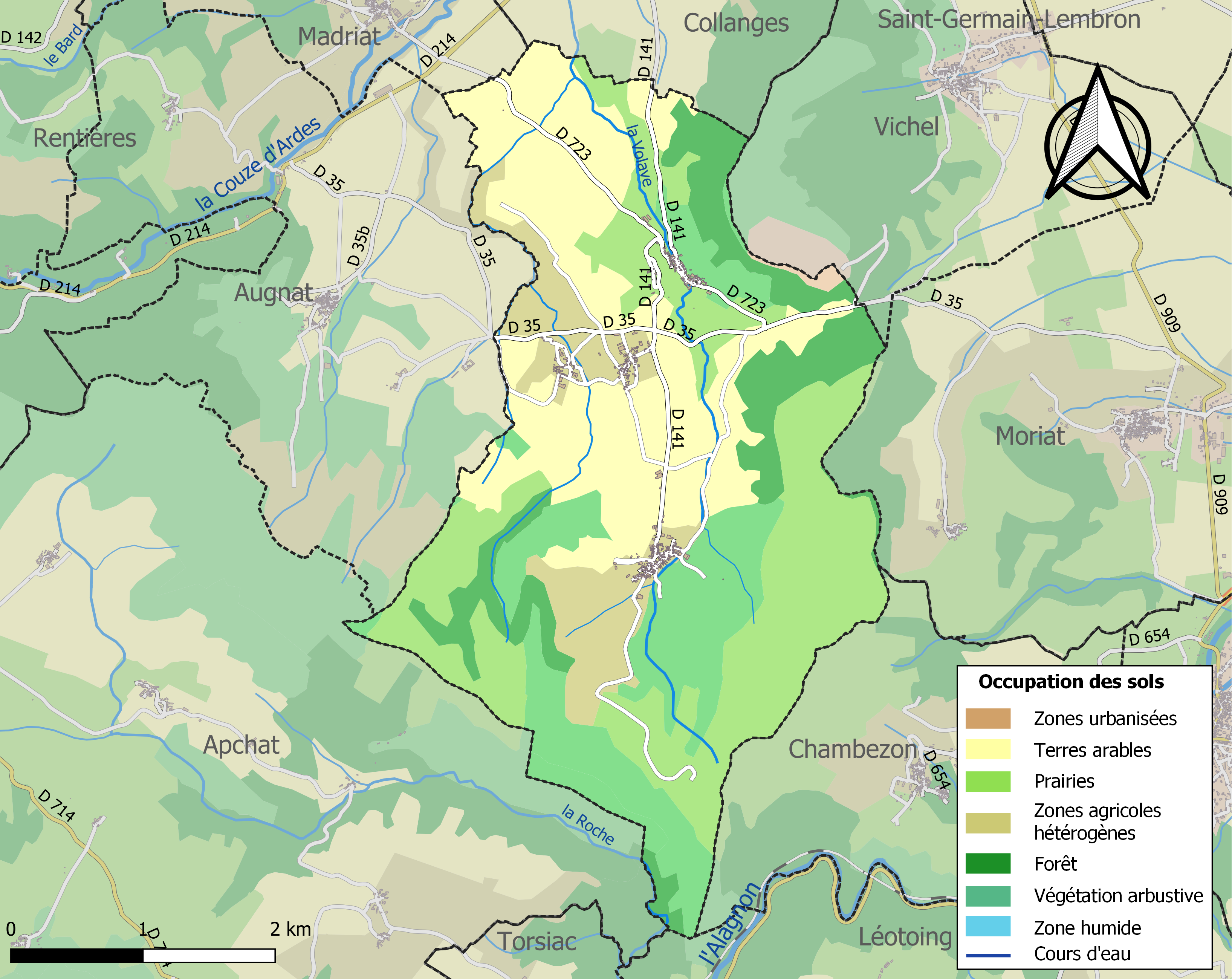
Carte des infrastructures et de l'occupation des sols de la commune en 2018 (CLC).

## Histoire
Au cours de la période révolutionnaire de la Convention nationale (1792-1795), la commune a porté le nom de Roche ou Rocher.

## Politique et administration
| Période                                  | Période                        | Identité          | Étiquette | Qualité |
| ---------------------------------------- | ------------------------------ | ----------------- | --------- | ------- |
| Les données manquantes sont à compléter. |                                |                   |           |         |
| avant 1981                               | ?                              | Léon Leyreloup    | PS        |         |
| mars 2001                                | mars 2008                      | Bernard Jourlin   |           |         |
| mars 2008                                | En cours (au 8 septembre 2020) | Serge Barthomeuf, |           | Berger  |

## Population et société

### Démographie
L'évolution du nombre d'habitants est connue à travers les recensements de la population effectués dans la commune depuis 1793. Pour les communes de moins de 10 000 habitants, une enquête de recensement portant sur toute la population est réalisée tous les cinq ans, les populations de référence des années intermédiaires étant quant à elles estimées par interpolation ou extrapolation. Pour la commune, le premier recensement exhaustif entrant dans le cadre du nouveau dispositif a été réalisé en 2008.

En 2022, la commune comptait 338 habitants, en évolution de +4,32 % par rapport à 2016 (Puy-de-Dôme : +2,1 %, France hors Mayotte : +2,11 %).
| 1793 | 1800 | 1806 | 1821 | 1831 | 1836 | 1841 | 1846 | 1851 |
| ---- | ---- | ---- | ---- | ---- | ---- | ---- | ---- | ---- |
| 715  | 545  | 660  | 687  | 725  | 696  | 714  | 727  | 752  |

| 1856 | 1861 | 1866 | 1872 | 1876 | 1881 | 1886 | 1891 | 1896 |
| ---- | ---- | ---- | ---- | ---- | ---- | ---- | ---- | ---- |
| 709  | 660  | 630  | 657  | 635  | 613  | 630  | 641  | 641  |

| 1901 | 1906 | 1911 | 1921 | 1926 | 1931 | 1936 | 1946 | 1954 |
| ---- | ---- | ---- | ---- | ---- | ---- | ---- | ---- | ---- |
| 570  | 515  | 435  | 350  | 310  | 310  | 286  | 307  | 341  |

| 1962 | 1968 | 1975 | 1982 | 1990 | 1999 | 2006 | 2008 | 2013 |
| ---- | ---- | ---- | ---- | ---- | ---- | ---- | ---- | ---- |
| 242  | 206  | 249  | 226  | 264  | 256  | 290  | 300  | 314  |

| 2018 | 2022 | - | - | - | - | - | - | - |
| ---- | ---- | - | - | - | - | - | - | - |
| 333  | 338  | - | - | - | - | - | - | - |

## Culture locale et patrimoine

### Lieux et monuments
Le village comporte un château du XIIIe siècle restauré et ouvert à la location au public depuis septembre 2011[précision nécessaire].
L'église contenait une Vierge noire typique de la région Auvergne qui fut volée en 1983 et repérée dix huit ans plus tard dans un catalogue de vente aux enchères à Madrid et retrouvée en Hollande. Par sécurité elle était alors conservée dans le trésor de la cathédrale de Clermont-Ferrand. Depuis 2005, grâce à des fonds récoltés par l'Association de la Vierge Noire, elle a été restituée dans son emplacement d'origine, dans l'église Notre-Dame de Saint-Gervazy.
À côté du hameau d'Unsac, s'élève un dolmen constitué de six pierres levées formant un couloir et de deux dalles de chevet, l'ensemble formant une allée couverte. Les dalles de couvertures n'étant plus sur l'ensemble mais reposant à côté de l'allée. L'ensemble formant une allée couverte unique dans la région.

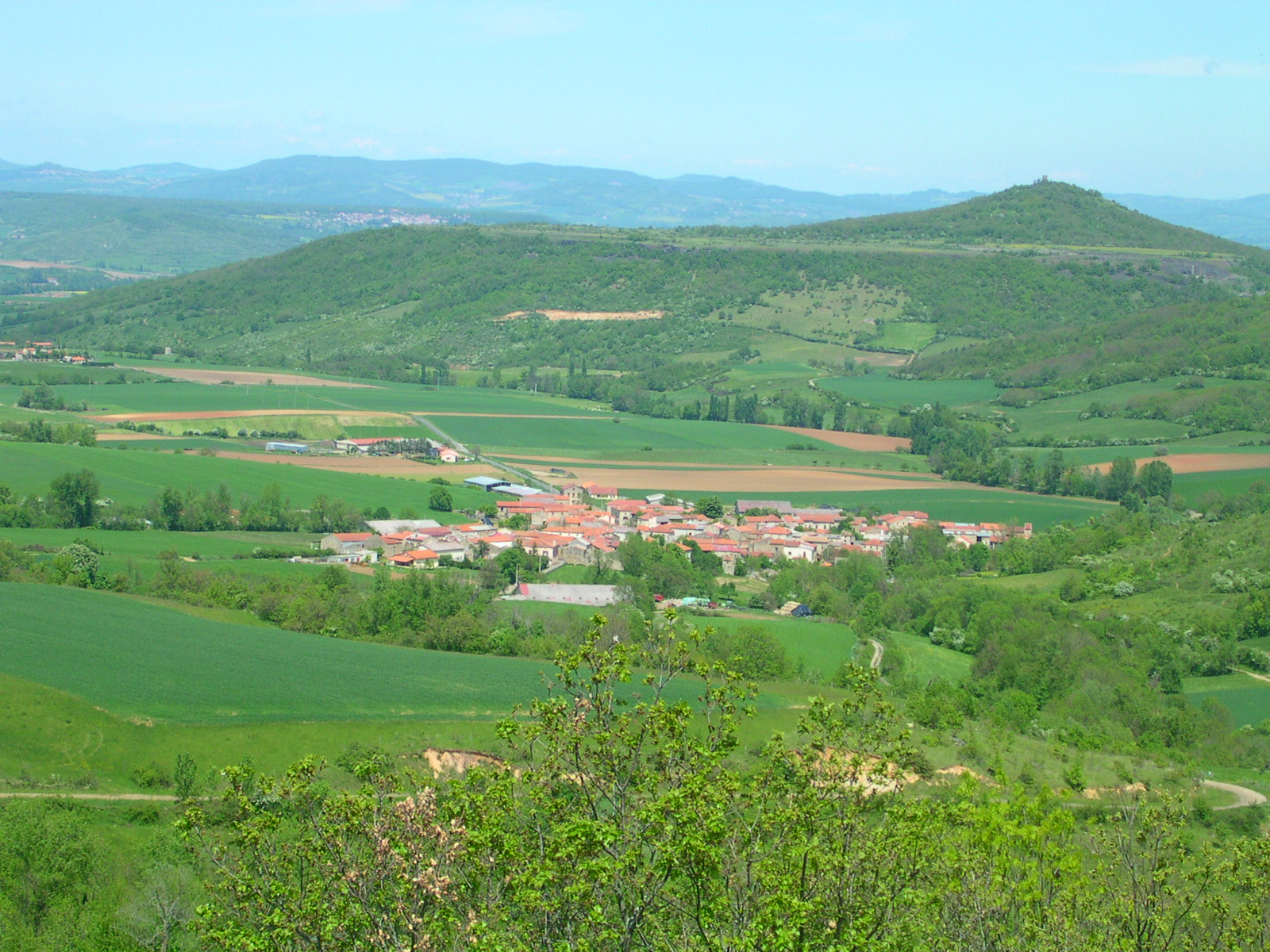
Segonzat.
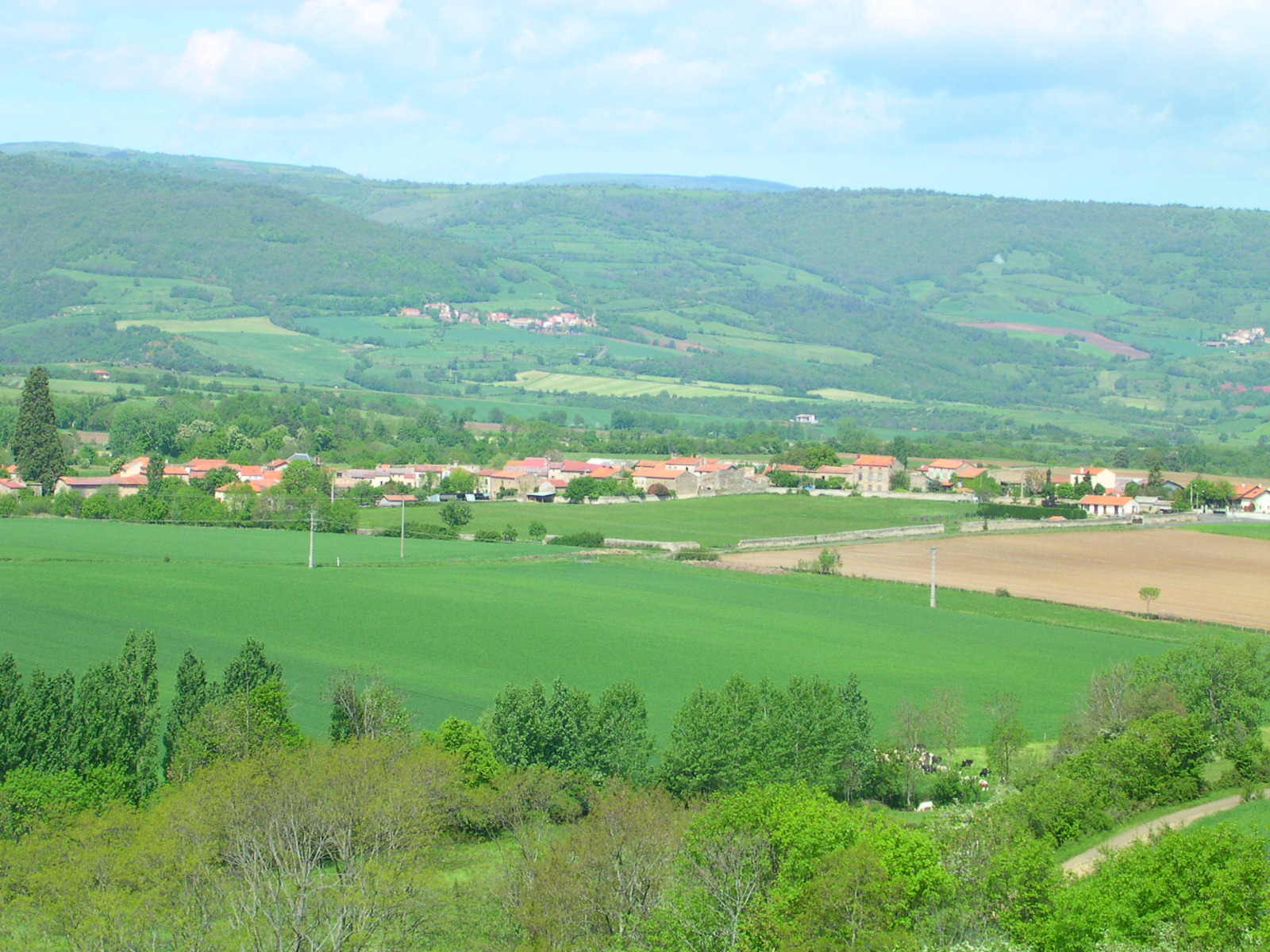
Unsac.
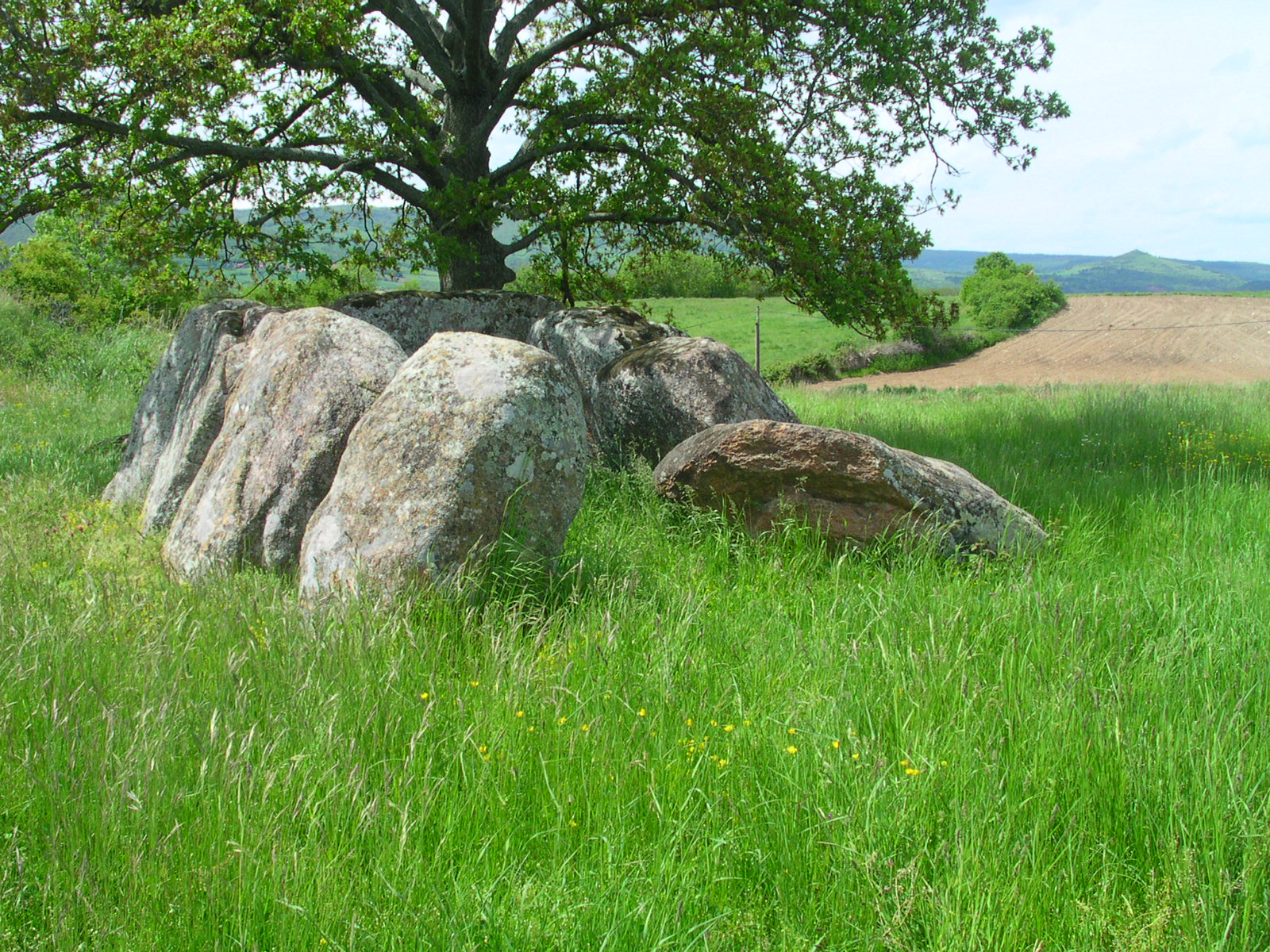
Le dolmen d'Unsac.